# Wieża Bismarcka w Jasnej

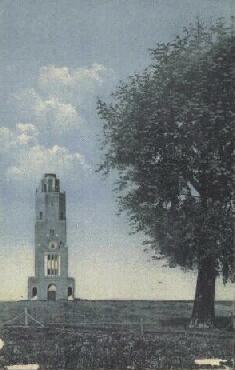
Wieża Bismarcka na początku XX w. Z prawej buk Hartwicha

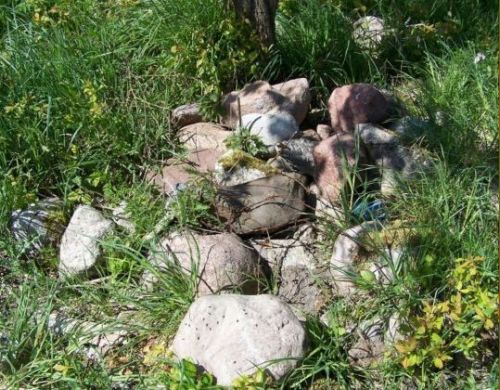
Resztki wieży Bismarcka w 2007

Wieża Bismarcka w Jasnej – obecnie nieistniejąca wieża Bismarcka stojąca na Lisiej Górze koło "buku Hartwicha" w Jasnej.

## Historia
Wieża powstała z inicjatywy Związku Bismarcka (1904). Do realizacji wybrano projekt Ernsta Ranga z Rangsdorfu koło Berlina. Kamień węgielny położono 3 sierpnia 1913.  Wykonawcą był mistrz ciesielski i budowniczy E. Goldman ze Zwierzeńskiego Pola. Uroczyste otwarcie odbyło się 1 kwietnia 1915 roku. W kwietniu 1951 roku została wysadzona przez żołnierzy Wojska Polskiego.

## Dane techniczne
- wysokość: 29 metrów
- wykonanie: cegła, misa ogniowa na szczycie
- koszt: 30 000 marek